# یون هالتونن
یون هالتونن (انگلیسی: Jonne Halttunen؛ زادهٔ ۱۳ دسامبر ۱۹۸۵) راننده رالی، و نقشه خوان اهل فنلاند است. او در حال حاضر، کمک راننده فنلاندی کاله رووانپرا، و تیم تیم رالی جهانی تویوتا گازو ریسینگ است.  پیش از حضور در رالی قهرمانی جهان، آنها نماینده اشکودا موتوراسپورت برای حضور در کلاس جهانی رالی قهرمانی ۲ پرو بودند.

## حرفه ورزشی

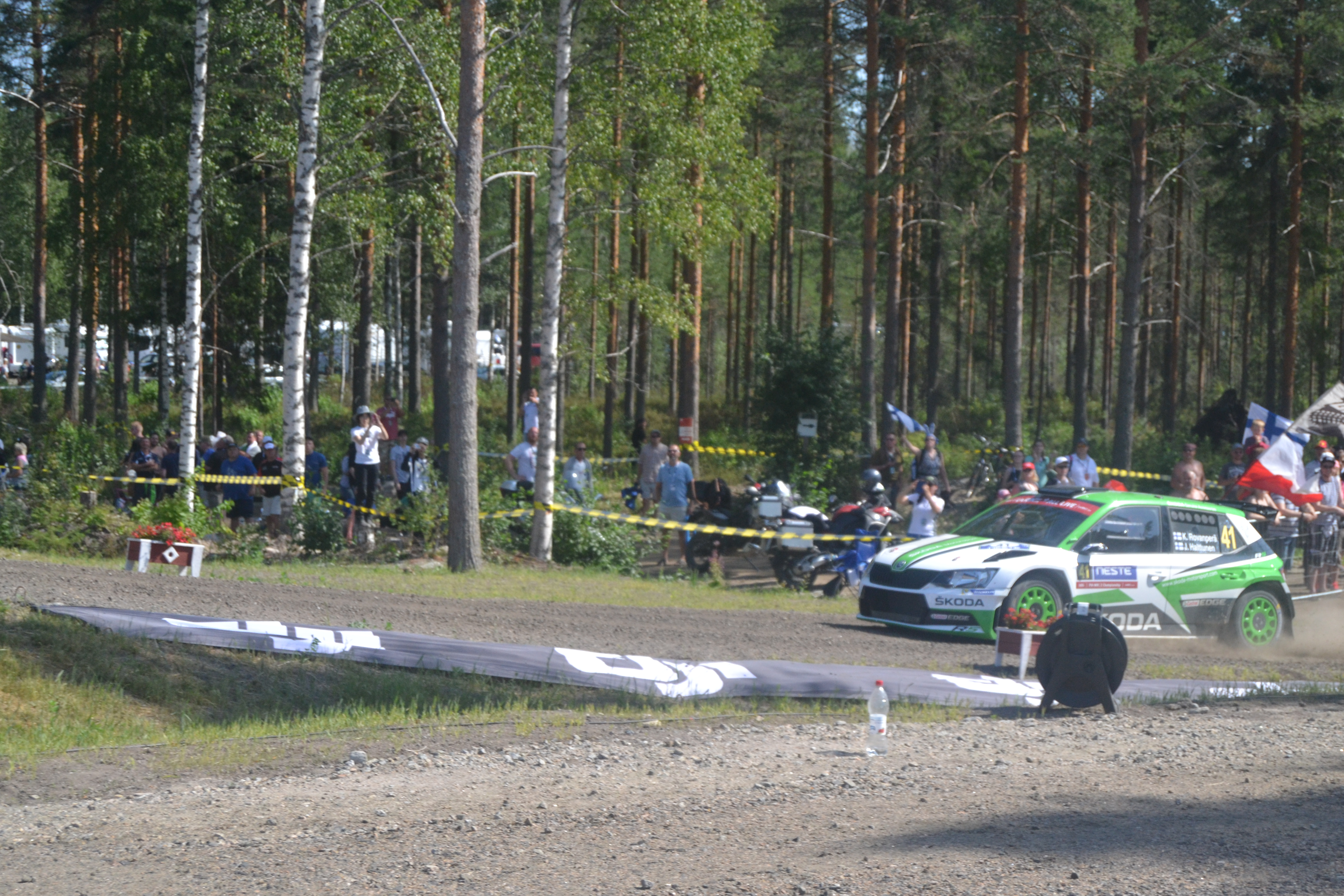
یون هالتونن در رالی فنلاند ۲۰۱۸ با خودرو اشکودا فابیا آر۵ و تیم اشکودا موتوراسپورت

هالتتونن اولین مسابقه خود را در رالی ۲۰۱۱ فنلاند انجام داد. او در سال ۲۰۱۷ با راننده جوان فنلاندی کاله رووانپرا در کلاس رالی ۲ شروع به همکاری کرد.   آنها پیروزی این کلاس را به دست آوردند و همچنین اولین امتیاز حرفه ای خود را در دومین رالی خود در استرالیا به دست آوردند.  آنها به ترتیب در مسابقات رالی ۲۰۱۸ ولز بریتانیا و رالی کاتالونیا ۲۰۱۸ به پیروزی دسته دوم و سوم خود دست یافتند.
در سال ۲۰۱۹، آنها به دسته تازه ایجاد شده رالی قهرمانی جهان ۲ پرو رفتند.
هالتتونن در سال ۲۰۲۲ و در سال ۲۰۲۳ قهرمانی کمک راننده را به دست آورده است. 